# Episodi di Professor T. (serie televisiva belga) (prima stagione)
La prima stagione della serie televisiva Professor T., composta da 13 episodi, è stata trasmessa sul canale belga Één dal 13 settembre al 13 dicembre 2015.
In Italia, la stagione è andata in onda su LA7 dal 10 novembre al 1º dicembre 2018.
| nº | Titolo originale          | Titolo italiano         | Prima TV Belgio   | Prima TV Italia  |
| -- | ------------------------- | ----------------------- | ----------------- | ---------------- |
| 1  | Campus Drie Eiken         | Il fattore scatenante   | 13 settembre 2015 | 10 novembre 2018 |
| 2  | Een fatale vergissing     | Il peso della coscienza | 20 settembre 2015 | 10 novembre 2018 |
| 3  | De doorlichting           | Scacco matto            | 4 ottobre 2015    | 10 novembre 2018 |
| 4  | Dubbelleven               | Tragico epilogo         | 11 ottobre 2015   | 17 novembre 2018 |
| 5  | De hotelmoord             | Omicidio in hotel       | 18 ottobre 2015   | 17 novembre 2018 |
| 6  | Tamara                    | Tamara e il professore  | 25 ottobre 2015   | 17 novembre 2018 |
| 7  | De maskermoorden          | Omicidi in maschera     | 1º novembre 2015  | 24 novembre 2018 |
| 8  | Katvanger                 | Presunta vendetta       | 8 novembre 2015   | 24 novembre 2018 |
| 9  | Moederliefde              | Il rapimento            | 15 novembre 2015  | 24 novembre 2018 |
| 10 | De zaak Seynaeve          | Il processo             | 22 novembre 2015  | 24 novembre 2018 |
| 11 | De nalatenschap           | Caino, Abele e Amleto   | 29 novembre 2015  | 1º dicembre 2018 |
| 12 | De jaartalmoorden, deel 1 | Serial killer - parte 1 | 6 dicembre 2015   | 1º dicembre 2018 |
| 13 | De jaartalmoorden, deel 2 | Serial killer - parte 2 | 13 dicembre 2015  | 1º dicembre 2018 |